# Charles de Suède (1861-1951)
Pour les articles homonymes, voir Charles, prince de Suède.
Ne doit pas être confondu avec son fils, le prince Charles Bernadotte, né Charles de Suède
Charles de Suède et de Norvège (en suédois, Carl av Sverige och Norge), duc de Västergötland, est né le 27 février 1861 au palais Arvfurstens de Stockholm, aux royaumes unis de Suède et de Norvège et mort le 24 octobre 1951 dans la même ville, au royaume de Suède.

## Biographie
Charles est le troisième fils du roi Oscar II de Suède et de Norvège et de la princesse Sophie de Nassau.

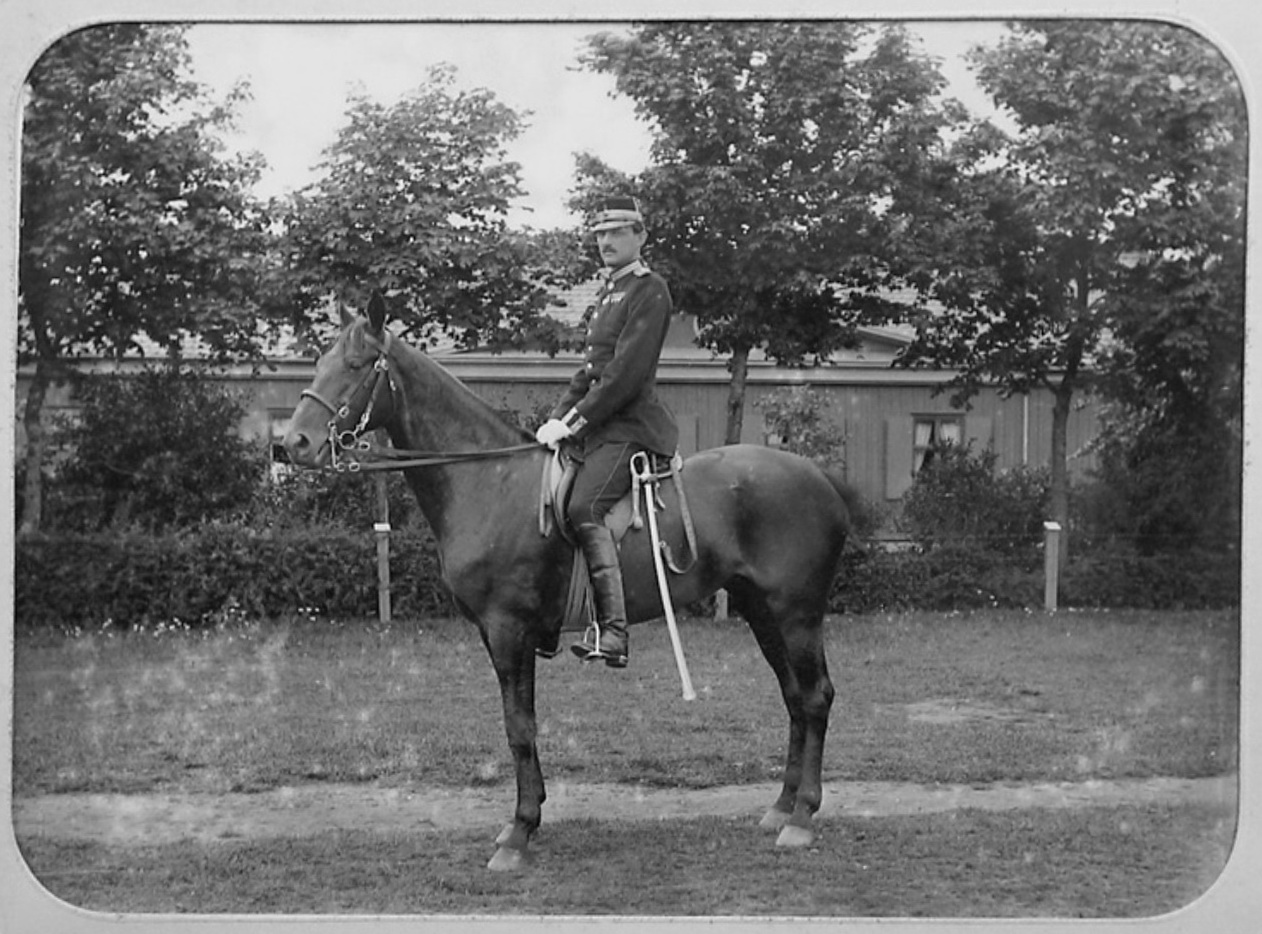
Le prince comme officier de la cavalerie, photographié en 1894 par Jules David.

Après avoir refusé une union avec la princesse Victoria de Prusse,  sœur du Kaiser,  Charles se fiance en mai 1897 à la princesse Ingeborg de Danemark (1878-1958). Les fiancés se marient le 27 août 1897 au palais de Christiansborg, au Danemark. La princesse Ingeborg était la deuxième fille du roi Frédéric VIII de Danemark et de la princesse Louise de Suède. De cette union sont issus :
- Marguerite de Suède (1899-1977), qui épouse Axel de Danemark (1888-1964) ;
- Märtha de Suède (1901-1954), qui épouse Olav de Norvège (1903-1991), futur Olav V ;
- Astrid de Suède (1905-1935), qui épouse Léopold de Belgique (1901-1983), futur Léopold III ;
- Charles de Suède (1911-2003), qui épouse Elsa von Rosen (1904-1991), puis, Ann Margareta Larsson (1921-1975), et Kristine Rivelsrud (1932-2014).

## Lieu d’inhumation
Le prince Charles fut inhumé dans le cimetière royal d'Haga situé à Solna.

## Titulature
- 27 février 1861 - 26 octobre 1905 : Son Altesse royale le prince Charles de Suède et de Norvège, duc de Västergötland (naissance) ;
- 26 octobre 1905 - 24 octobre 1951 : Son Altesse royale le prince Charles de Suède, duc de Västergötland.

Armoiries du prince Charles de 1861 à 1905
Armoiries du prince de Suède Charles à partir 1907